# Бадмінтон на літніх Олімпійських іграх 2024
Змагання з бадмінтону на літніх Олімпійських іграх 2024 року в Парижі відбулися з 27 липня по 5 серпня 2024 року на арені «Porte de La Chapelle». Участь візьмуть 172 спортсмени у п'яти дисциплінах змагальної програми (чоловічий та жіночий одиночні та парні розряди, а також змішаний розряд). У порівнянні з попередніми Іграми ніяких змін не відбулося.

## Кваліфікація
Для бадмінтоністів виділено 172 квоти, які розподілені у рівній кількості між чоловіками та жінками. Кожен НОК може бути представлений командою з восьми спортсменів у п'яти змагальних дисциплінах (чоловічий та жіночий одиночні та парні розряди, а також змішаний розряд). Країна-господарка, Франція, гарантовано отримує квоту в чоловічому та жіночому одиночному розрядах, які отримають спортсмени з найвищим рейтингом. Ще чотири квоти в одиночному розряді (по дві квоти для чоловіків та жінок) будуть розподілені за принципом універсальності.
Усі інші спортсмени будуть проходити кваліфікацію, виступаючи на турнірах та здобуваючи очки у рейтинговий кваліфікаційний список, який формує Всесвітня федерація бадмінтону. Кваліфікаційний період буде тривати з 1 травня 2023 року по 28 квітня 2024 року. Остаточний список спортсменів буде опублікаваний через два дні після завершення цього періоду.
НОКи можуть бути представлені двома спортсменами в одиночних розрядах, якщо ці спорстмени входять у топ-16 кваліфікаційного рейтингу, в інших випадках НОКи отримують одну одиночну квоту. Загальна кількість спортсменів в одиночних змаганнях — 38. У парних розрядах НОК може отримати дві парні квоти, якщо відповідні пари входять у топ-8 кваліфікаційного рейтингу, в інших випадках НОКи отримують одну парну квоту. Загальна кількість квот в парних змаганнях — 16. При розподілі квот буде враховуватися континентальне представництво. У кожному виді програми має бути один представник із кожного із п'яти континентів (Африка, Північна та Південна Америка, Азія, Європа та Океанія). Якщо спортсмен кваліфікувався у декілька видів змагальної програми, буде призначено додаткові квоти.

## Розклад
| П | Попередні змагання | В | 1/8 фіналу | ЧФ | Чвертьфінали | ПФ | Півфінали | Ф | Фінали |

| Дата                       | 27 лип | 27 лип | 28 лип | 28 лип | 29 лип | 29 лип | 30 лип | 30 лип | 31 лип | 31 лип | 1 сер | 1 сер | 2 сер | 2 сер | 3 сер | 3 сер | 4 сер | 4 сер | 5 сер | 5 сер |
| Дисципліна                 | Р      | В      | Р      | В      | Р      | В      | Р      | В      | Р      | В      | Р     | В     | Р     | Д     | Р     | В     | Д     | В     | Д     | В     |
| -------------------------- | ------ | ------ | ------ | ------ | ------ | ------ | ------ | ------ | ------ | ------ | ----- | ----- | ----- | ----- | ----- | ----- | ----- | ----- | ----- | ----- |
| Чоловічий одиночний розряд | П      | П      | П      | П      | П      | П      | П      | П      | П      | П      | В     |       |       | ЧФ    |       |       | ПФ    |       |       | Ф     |
| Чоловічий парний розряд    | П      | П      | П      | П      | П      | П      | П      | П      |        |        | ЧФ    |       | ПФ    |       |       |       |       | Ф     |       |       |
| Жіночий одиночний розряд   | П      | П      | П      | П      | П      | П      | П      | П      | П      | П      |       | В     |       |       | ЧФ    |       | ПФ    |       | Ф     |       |
| Жіночий парний розряд      | П      | П      | П      | П      | П      | П      | П      | П      |        |        | ЧФ    |       | ПФ    |       |       | Ф     |       |       |       |       |
| Змішаний парний розряд     | П      | П      | П      | П      | П      | П      |        |        |        | ЧФ     |       | ПФ    |       | Ф     |       |       |       |       |       |       |

## Медальний залік

### Таблиця медалей
*   Країна-господарка (Франція)
| Місце               | NOC                 | Золото | Срібло | Бронза | Загалом |
| ------------------- | ------------------- | ------ | ------ | ------ | ------- |
| 1                   | Китай               | 2      | 3      | 0      | 5       |
| 2                   | Південна Корея      | 1      | 1      | 0      | 2       |
| 3                   | Данія               | 1      | 0      | 0      | 1       |
| 3                   | Китайський Тайбей   | 1      | 0      | 0      | 1       |
| 5                   | Тайланд             | 0      | 1      | 0      | 1       |
| 6                   | Малайзія            | 0      | 0      | 2      | 2       |
| 6                   | Японія              | 0      | 0      | 2      | 2       |
| 8                   | Індонезія           | 0      | 0      | 1      | 1       |
| Загалом (8 збірних) | Загалом (8 збірних) | 5      | 5      | 5      | 15      |

### Медалісти
| Чоловічий одиночний розряд | Віктор Аксельсен · Данія                  | Кунлавут Вітідсарн · Тайланд              | Лі Цзи Цзя · Малайзія                    |  |  |  |
| Чоловічий парний розряд    | Китайський Тайбей (TPE) Лі Ян Ван Чі-лінь | Китай (CHN) Лян Вейкен Ван Чан            | Малайзія (MAS) Аарон Чіа Со Уй Їк        |  |  |  |
|                            |                                           |                                           |                                          |  |  |  |
| Жіночий одиночний розряд   | Ан Се Йон · Південна Корея                | Хе Бінцзяо · Китай                        | Грегорія Маріска Тунджунг · Індонезія    |  |  |  |
| Жіночий парний розряд      | Китай (CHN) Чень Цинчень Цзя Іфань        | Китай (CHN) Лю Шеншу Тань Нін             | Японія (JPN) Намі Мацуяма Чіхару Шіда    |  |  |  |
|                            |                                           |                                           |                                          |  |  |  |
| Змішаний парний розряд     | Китай (CHN) Чжен Сівей Гуан Якьон         | Південна Корея (KOR) Кім Вон Хо Чон На Ин | Японія (JPN) Юта Ватанабе Аріса Хіґашіно |  |  |  |